# Angra do Heroísmo
Angra do Heroísmo, a la costa sud de l'illa de Terceira, és la capital històrica de les illes Açores. El centre de la ciutat va ser declarat el 1983 Patrimoni de la Humanitat per la UNESCO. Angra és també la seu del bisbat de les Açores.
Angra do Heroísmo, junt amb Ponta Delgada i Horta, és una de les tres capitals regionals de les Açores. Cada capital és la seu d'una de les tres branques del govern, i a Angra hi ha la seu del poder judicial, que és el Tribunal Suprem de les Açores.
El municipi es divideix en 19 parròquies (freguesias  en portuguès):
| - Altares - Cinco Ribeiras - Doze Ribeiras - Feteira - Nossa Senhora da Conceição - Porto Judeu - Posto Santo - Raminho - Ribeirinha - Santa Bárbara | - Santa Luzia (Angra do Heroísmo) - São Bartolomeu de Regatos - São Bento - São Mateus da Calheta - São Pedro (Angra do Heroísmo) - Sé - Serreta - Terra Chã - Vila de São Sebastião |

## Demografia
| Població del municipi d'Angra do Heroísmo (1849-2004) | Població del municipi d'Angra do Heroísmo (1849-2004) | Població del municipi d'Angra do Heroísmo (1849-2004) | Població del municipi d'Angra do Heroísmo (1849-2004) | Població del municipi d'Angra do Heroísmo (1849-2004) | Població del municipi d'Angra do Heroísmo (1849-2004) | Població del municipi d'Angra do Heroísmo (1849-2004) | Població del municipi d'Angra do Heroísmo (1849-2004) |
| ----------------------------------------------------- | ----------------------------------------------------- | ----------------------------------------------------- | ----------------------------------------------------- | ----------------------------------------------------- | ----------------------------------------------------- | ----------------------------------------------------- | ----------------------------------------------------- |
| 1849                                                  | 1900                                                  | 1930                                                  | 1960                                                  | 1981                                                  | 1991                                                  | 2001                                                  | 2004                                                  |
| 22.973                                                | 33.002                                                | 32.828                                                | 43.374                                                | 32.808                                                | 35.270                                                | 35.581                                                | 35.103                                                |

## Educació
La Universitat de les Açores, que té el campus principal a l'illa de São Miguel, té un campus subsidiari a Angra do Heroísmo, en el qual hi ha el Departament de Ciències Agràries.
L'Instituto Histórico da Ilha Terceira (IHIT), és una associació cultural privada dedicada a la recerca i l'estudi de la història de les Açores. Està organitzada com una acadèmia on s'imparteixen classes, conferències i simposis. L'institut el va fundar l'any 1942 la ciutat d'Angra do Heroísmo.

## Fills il·lustres
- Rafael Correia Machado (1814-[...?]) músic i literat.